# Benny Benassi
Benny Benassi nome artístico de Marco Benassi (nascido em Milão, em 13 de julho de 1967) é um DJ e Produtor italiano. Ele é mais conhecido por seu clube de Verão de 2002 e pelo hit "Satisfaction". Em 28 de outubro de 2009, a revista DJ Magazine anunciou os resultados de suas anual Top DJ Poll 100, com Ultra, onde o artista Benny Benassi ficou na posição #26, 13 pontos superior ao do ano anterior. Atualmente, Benny vive em Reggio Emilia, uma cidade dentro de Emilia-Romagna, região da Itália.

## Biografia
Ele normalmente trabalha em estúdio com o primo Alle Benassi. Os dois também produziram singles e álbuns juntos, especialmente sob o nome Benassi Bros., mas não apenas sob esse pseudônimo. A dupla começou a fazer mixagens na década de 1980, na cidade natal deles, antes de começarem a trabalhar no estúdio de produção Off Limits de Larry Pignagnoli, em meados dos anos noventa, criando música para vários artistas, inclusive Whigfield, J.K. e Ally & Jo.

## Carreira
O primeiro grande sucesso internacional de Benny foi I Feel So Fine", realizado em 2001 pelo projeto KMC, com participação vocal da cantora italiana Dhany - nome artístico de Daniella Galli. Já Alle, sob o nome Al Ben lançou, em 2002, seu sucesso "Run To Me", também com participação vocal de Dhany. Depois, em 2003, Benny mudou do EuroHouse para o Electro, com o álbum "Benny Benassi Presents The Biz: Hypnotica" ou simplesmente "Hypnotica", obtendo outro grande sucesso, com as faixas "Satisfaction", "Able To Love", "No Matter What You Do", entre outras, com "synth" dos vocais de Violeta Claudia Bratu, simplesmente conhecida como Violeta, e Paul French, que juntos formavam a dupla The Biz. Outros sucessos do álbum foram "I Love My Sex" e "Love Is Gonna Save Us". Este alcançou o segundo lugar nos singles do Reino Unido (UK Single Charts), depois que o Ministério de companhia de registro de som substituísse o vídeo original (um quadro quase imóvel do "overlayed" de faixa com gráficos) com um vídeo de modelos que usam ferramentas de poder. "Benassi" também remixa a música dos contemporâneos dele, como Tomcraft e Gambafreaks. Outros sucessos de 2003 foram "Get Better", com vocais de Sandy Chambers, e "Rumenian", cantada por Violeta.
Nos anos de 2004 e 2005, Benny Benassi e seu primo Alle Benassi produziram inúmeras faixas sob os codinomes "Benassi Bros" (com a compilação "Re-Sfaction" e os álbuns de inéditas Pumphonia - no qual os primos deram uma nova roupagem ao antigo sucesso "I Feel So Fine" - e ...Phobia - também contemplado com novas versões Sfaction de "Somebody To Touch Me" e "Run To Me", por exemplo), e "Bat 67" (com remixes para Rava - "Hot Tin Groove" - e para o Digitally Stoned People - "Warman Whoreman", além da criação da faixa "I Want You To Come") ...Benny, entretanto, não deixou de continuar seu trabalho de mixagem de faixas de famosos artistas, como Goldfrapp, Robbie Rivera, Felix Da Housecat, Ettienne De Crecy, David Guetta, Moby, The Bravery e Fischerspooner. Ainda nesse ano, Benassi Bros produz a faixa "Give It Time", de Sandy Chambers, com participação de Fuzzy Hair, que o acompanharia mais em frente, remixando versões de alguns de seus singles, como "Feel Alive". Benny Benassi também deixa um pouco de lado o Benassi Bros, e desenvolve produções como Who's Your Daddy, mais um grande Hit mundial, com remixes de Benny Benassi em conjunto com Alle Benassi, Fuzzy Hair e David Guetta, entre outros.
Em 2006, no entanto, apenas uma produção foi realizada sob o nome "Benassi Bros", que foi a compilação "Re-Sfaction 2". Além disso, nesse mesmo ano Marco "Benny" Benassi criou o selo virtual Pump-kin, que prioriza a divulgação de novos talentos do cenário da música eletrônica, em sua vertente Electro, como Audio Vegas (a.k.a. The Dolphins), Agiman, Groove Ranger, Gianluca Motta, Alex Gaudino, Dino Lenny, Maurizio Gubellini, entre outros. O próprio Alle Benassi também lançou algumas de suas criações sob o selo Pump-kin, utilizando os pseudônimos "N.O.I.P. (No One Is Perfect)" e, mais recentemente, "Mobbing". O sucesso do selo "Pump-kin" inclusive influenciou Marco Benassi na criação, em 2007, de um outro selo agregado ao Pump-kin: é o Funky Pump-kin, com criações de DJs como Diego Donati e F&A Factor (Franco Amato), distinta da Pump-kin por priorizar as faixas da vertente House.
Paralelamente, em 2007, Benassi Bros. produziu faixas, como "Play My Music", para Sandy Chambers, ou mesmo álbuns inteiros para outros artistas, com os álbuns da Dhany ("E-Motions") e da Channing ("To Be Free").
A partir desse ano, o "Mundo Benassi" tomou "vida própria", sob produções de todos os artistas ligados a Benny Benassi, seja Dhany e Sandy, com seus singles e álbuns próprios, ou mesmo em parcerias, como "Break The Wall" (sob a produção de Benassi Bros.), seja com a Channing, trabalhando nos Singles de seu álbum "To Be Free" e com a faixa "Peanuts Enhancer" (com produção de Alle Benassi sob o nome "Mobbing"), seja com a Ann Lee, lançando versões de produções "Benássicas", como "Stop-Go" (do The Biz), "Time Is What You Need" (do álbum "Pumphonia", do Benassi Bros, no entanto, re-batizado como "THIS Is What You Need") e "Every Single Day" (do álbum "...Phobia", do Benassi Bros), seja com as novas produções so os selos "Pump-kin" e "Funky-Pump-kin", como "Cooking For Pump-kin, Phase One", "Cooking For Pump-kin, Special Menu", as produções individuais de seus artistas, como The Dolphins (A.K.A. Audio Vegas), Agiman, Groove Ranger, os trabalhos de Alle Benassi, sob os nomes N.O.I.P (No One Is Perfect) e Mobbing (lançando, sob esse pseudônimo, inclusive, o álbum "Rock The Dog", e singles como "Open Legs", "Picante (Feat. Channing)" e "Ohm-O-Genik"), e as criações de Diego Donati, Franco Amato e Fedo Mora, entre muitas outras produções.
Em 2008, Benny lança seu segundo álbum de estúdio sob o nome "Benny Benassi": é o "Rock 'N' Rave", cujo primeiro single é "I Am Not Drunk", que inicialmente foi testada com o "synth" dos vocais de Paul French e Violeta, mas acabou sendo lançada apenas sob os vocais da Violeta, e o segundo se chama "Come Fly Away", com vocais da Channning. Este álbum, esperado por mais de 2 anos (desde o lançamento de Who's Your Daddy havia rumores sobre o novo álbum), trouxe de volta um elemento que havia sido esquecido (a enigmática voz de Violeta), mas também trouxe muita controvérsia entre seus fãs, devido à complexidade das faixas - consideradas por muitos como "estranhas". O que se pode dizer é que Benny Benassi trouxe novos elementos à sua música, "bebendo da fonte" das últimas tendências da Electro Music norte-americanas. Os vocais são, em sua maioria, novidades, como Farenheit, Dino e Christian Burns, e mesmo Channing (que ainda não havia participado em álbuns do Benny Benassi ou Benassi Bros), mas também house presença de "veteranas", como Violeta e Naan.
Em 24 de maio de 2010, Benny, junto com Alle, seu primo, produziram a canção "Spaceship', na qual contava com os vocais de Kelis, apl.de.ap, integrante do Black Eyed Peas, e Jean-Baptiste. Foi selecionada como a Song of the Day (canção do dia) em About.com, com o sítio de vocalização de produção Benassi é "apertado e melódico, [enquanto] Kelis se transforma em um desempenho fantástico." O single foi lançado através de download digital em 21 de agosto, e alcançou a posição #18 na parada de singles de dança do Reino Unido em 28 de agosto."
Em 23 de janeiro de 2011, Benny Benassi lançou o vídeo da música "Electroman", um single com participação do rapper T-Pain.
Benassi é destaque na pista com a música Beautiful People, do Chris Brown presente no álbum F.A.M.E..
Em 7 de junho, Benny Benassi lançou um novo álbum intitulado Electroman, que inclui vários singles, como "Cinema", "Electroman", "Spaceship" e "Control".
Em 2012, trabalhou como um dos produtores músicas no décimo segundo álbum da cantora Madonna, o MDNA.

## Discografia

### Álbuns de estúdio
| Título        | Detalhe do álbum                                                                      |
| ------------- | ------------------------------------------------------------------------------------- |
| Hypnotica     | - Lançamento: 2 de junho de 2003 - Gravadora: Ultra - Formatos: CD, digital download  |
| Rock 'N' Rave | - Lançamento: 3 de junho de 2008 - Gravadora: Ultra - Formatos: CD, digital download  |
| Electroman    | - Lançamento: 7 de junho de 2011 - Gravadora: Ultra - Formatos: CD, digital download  |
| Danceaholic   | - Lançamento: 15 de julho de 2016 - Gravadora: Ultra - Formatos: CD, digital download |

## Singles

### Como artista principal
| "Satisfaction"                                                                                | 2002 | 10 | 14 | 4  | 38 | 10 | —  | 44 | 2  | - ARIA: Ouro - BEA: Ouro - RIAA: Ouro - SNEP: Ouro | Hypnotica     |
| "Able to Love"                                                                                | 2003 | —  | 38 | 18 | 51 | 33 | —  | 91 | —  |                                                    | Hypnotica     |
| "No Matter What You Do"                                                                       | 2003 | —  | —  | 44 | 69 | —  | —  | —  | 40 |                                                    | Hypnotica     |
| "Love Is Gonna Save Us"                                                                       | 2003 | —  | 39 | 35 | —  | 52 | —  | —  | —  |                                                    | Hypnotica     |
| "Come Fly Away" (featuring Channing)                                                          | 2009 | —  | —  | —  | —  | 54 | —  | —  | —  |                                                    | Rock 'N' Rave |
| "Spaceship" (featuring Kelis, apl.de.ap and Jean-Baptiste)                                    | 2010 | —  | 27 | 16 | —  | —  | —  | —  | 94 |                                                    | Electroman    |
| "Cinema" (featuring Gary Go)                                                                  | 2011 | 26 | 7  | —  | —  | 49 | 42 | —  | 20 |                                                    | Electroman    |
| "Close to Me" (featuring Gary Go)                                                             | 2011 | —  | 64 | —  | —  | —  | —  | —  | —  |                                                    | Electroman    |
| "Paradise" (with Chris Brown)                                                                 | 2016 | —  | 21 | —  | —  | —  | —  | —  | 40 | - BPI: Prata                                       | Danceaholic   |
| "—" indica que a gravação não foi incluída nas paradas ou não foi distribuída naquela região. |      |    |    |    |    |    |    |    |    |                                                    |               |

### Como artista convidado
| Título                                                                                        | Ano  | Posições em paradas músicais | Posições em paradas músicais | Posições em paradas músicais | Posições em paradas músicais | Posições em paradas músicais | Posições em paradas músicais | Posições em paradas músicais | Posições em paradas músicais | Posições em paradas músicais | Posições em paradas músicais | Certificações                                                                 | Álbum    |
| Título                                                                                        | Ano  | AUS                          | AUT                          | BEL                          | FRA                          | ALE                          | HOL                          | SUE                          | SUI                          | UK                           | EUA                          | Certificações                                                                 | Álbum    |
| --------------------------------------------------------------------------------------------- | ---- | ---------------------------- | ---------------------------- | ---------------------------- | ---------------------------- | ---------------------------- | ---------------------------- | ---------------------------- | ---------------------------- | ---------------------------- | ---------------------------- | ----------------------------------------------------------------------------- | -------- |
| "Beautiful People" (Chris Brown featuring Benny Benassi)                                      | 2011 | 7                            | 26                           | 19                           | 26                           | 30                           | 25                           | 46                           | 26                           | 4                            | 43                           | - ARIA: 2× Platina - BPI: Platina - GLF: Platina - RIAA: Platina - RMNZ: Ouro | F.A.M.E. |
| "—" indica que a gravação não foi incluída nas paradas ou não foi distribuída naquela região. |      |                              |                              |                              |                              |                              |                              |                              |                              |                              |                              |                                                                               |          |

## Remixes
- 1994 - Black Box — "Ride on time" como Benny
- 1995 - Black Box — "A positive vibration" como Benny
- 1995 - Bit Machine — "Any kind of vision" como Benny
- 1995 - Orlando Johnson — "Shine on me" como Benny
- 1997 - Whigfield — "Baby boy [Saturday night]" como M&M dueto (Marco Benassi & Marco Soncini)
- 1997 - Ally & Jo — "Nasty girl" como M&M duet (Marco Benassi & Marco Soncini)
- 2003 - Gambafreaks feat. Nicole — "Natural woman"
- 2003 - In-Grid — "In-Tango"
- 2003 - In-Grid — "Tu es foutu"
- 2003 - Ann Lee — "No no no"
- 2003 - Sonique — "Alive"
- 2003 - Alizée — "J’ai pas vingt ans (I’m not twenty)"
- 2003 - Tomcraft — "Loneliness"
- 2003 - Electric Six — "Dance commander"
- 2004 - Outkast — "Ghetto musick"
- 2004 - Goldfrapp — "Strict machine"
- 2004 - Robbie Rivera — "Funk a faction"
- 2004 - Felix Da Housecat — "Ready 2 Wear"
- 2004 - Rava — "Hot tin groove"
- 2004 - Naty — "Toi mon toit" como Benassi Bros.
- 2005 - Digitally Stoned People — "Warman whoreman" como BAT 67
- 2005 - Fischerspooner — "Never win"
- 2005 - Etienne De Crecy — "Someone like you"
- 2005 - Goldfrapp — "Ooh la la"
- 2005 - Moby — "Beautiful"
- 2005 - The Bravery — "Unconditional"
- 2005 - David Guetta feat. JD Davis — "In love with myself"
- 2005 - Equaleyes — "9-teen"
- 2006 - Infadels — "Jagger ’67"
- 2006 - Paul Oakenfold feat. Pharrell Williams — "Sex ’n’ money"
- 2006 - Underdog Project — "Girls of summer"
- 2006 - Faithless — "Bombs"
- 2007 - Jean Michel Jarre — "Téo & Téa"
- 2007 - Sean Callery — 24 theme soundtrack
- 2007 - Public Enemy — "Bring the noise"
- 2007 - Black Box — "Everybody, everybody"
- 2008 - Jordin Sparks feat. Chris Brown — "No air"
- 2008 - Sergio Mendes feat. Ledisi — "Waters of march"
- 2008 - Lisa Miskovsky — "Still alive"
- 2008 - Britney Spears — "Womanizer"
- 2009 - Estelle feat. Kanye West — "American boy"
- 2009 - Flo Rida feat. Kesha — "Right round"
- 2009 - Planet Funk — "Lemonade"
- 2009 - Flo Rida feat. Akon — "Available"
- 2009 - Crystal Fighters - "Xtatic Truth" como MayBB
- 2009 - Tiësto & Sneaky Sound System — "I will be here"
- 2009 - Madonna — "Celebration"
- 2009 - Hyper Crush — "Sex and drugs"
- 2009 - Mika — "Rain"
- 2009 - Kid Cudi — "Pursuit of happiness"
- 2009 - Ester Dean feat. Chris Brown – "Drop it low" [Unreleased]
- 2009 - Stefano Gamma — "Love is the boss"
- 2009 - Madonna - "Music vs. Satisfaction"
- 2009 - Shakira feat. Kid Cudi — "Did it again"
- 2009 - Christophe Willem — "Heartbox"
- 2009 - Honorebel feat. Pitbull & Jump Smokers — "Now you see it"
- 2009 - Bob Sinclar – "Mr. Tambourine man" as Benassi Bros.
- 2010 - Agnes — "On & on"
- 2010 - Alex Gardner — "I'm not mad"
- 2010 - Jimi Hendrix — "Purple haze"
- 2010 - Wale feat. Gucci Mane — "Pretty girls"
- 2010 - Kelis — "Acapella"
- 2010 - 50 Cent feat. Ne-Yo — "Baby by me"
- 2010 - Monarchy — "Love get out of my way"
- 2010 -  Fedde Le Grand feat. Mitch Crown — "Rockin high"
- 2010 - Example — "Last Ones Standing"
- 2010 - Paul Oakenfold & Benny Benassi feat. Red Hot Chili Peppers — "Otherside"
- 2010 - Alesha Dixon — "Drummer boy"
- 2010 - Skunk Anansie — "My ugly boy"
- 2010 - Clinton Sparks feat Dj Class & Jemaine Dupri — "Favorite DJ"
- 2010 - Danny Fernandes — "Take me away"
- 2010 - Will.i.am & Nicki Minaj — "Check it out"
- 2011 - Katy Perry — "E.T."
- 2011 - Chicco Secci feat. Graham Wheeler — "Fly With You"
- 2011 - The Japanese Popstars feat. Lisa Hannigan — "Song for Lisa"
- 2011 - Take That - "Happy Now"
- 2011 - LMFAO feat. Lauren Bennett and GoonRock — "Party Rock Anthem"
- 2011 - Calvin Harris — "Feel So Close"
- 2011 - Example vs. Laidback Luke — "Natural Disaster"
- 2011 - Pitbull feat. Marc Anthony — "Rain Over Me"
- 2011 - Florence and the Machine — "Shake It Out"
- 2011 - Labrinth — "Earthquake"
- 2011 - Far East Movement feat. Snoop Dogg - "If I Was You" Benny Benassi Remix
- 2011 - Chris Brown feat. Benny Benassi - "Beautiful People"
- 2012 - Marina and The Diamonds – "Primadonna"
- 2012 - The Temper Trap - "Trembling Hands"
- 2012 - Adam Lambert - "Trespassing"
- 2022 - Twice - "The Feels"

## Indicações e prêmios
- 2003 - Indicado como "revelação internacional do ano" (NRJ Awards, França)
- 2003 - Revelação dance do ano (Danish Music Award)
- 2003 - Revelação do ano (Italian Dance Music Awards)
- 2003 - Faixa do ano no Reino Unido (DJ MAG)
- 2003 - Número 1 no Top 100 dance tracks (Ministry of Sound Internet rádio)
- 2004 - Hypnotica: álbum italiano que mais vendeu na Europa fora da Itália (European Border Breakers Award)
- 2004 - DJ número 18 no mundo, a mais alta nova entrada (DJ MAG favourite DJ Poll Top 100)
- 2004 - 3 indicações no Dancestar, Miami: ganhou o prêmio de melhor vídeo (Dancestar, Miami)
- 2008 - Melhor remix, por "Bring The Noise (Pump-in Remix)", do Public Enemy (50th Grammy Awards)
- 2011 - Benny Benassi foi classificado como #27 no Top 100 da DJ Mag DJS.